# 18114 Розенбуш
18114 Розенбуш (18114 Rosenbush) — астероїд головного поясу, відкритий 5 липня 2000 року.
Тіссеранів параметр щодо Юпітера — 3,373.
Назва на честь українського вченого-астронома Головної астрономічної обсерваторії НАН України Віри Розенбуш.